# Javorella javorensis
Javorella javorensis is een keversoort uit de familie van de loopkevers (Carabidae). De wetenschappelijke naam van de soort is voor het eerst geldig gepubliceerd in 2003 door Curcic; Brajkovic; Curcic & Mitic.